# 6497 Yamasaki
6497 Yamasaki è un asteroide della fascia principale. Scoperto nel 1992, presenta un'orbita caratterizzata da un semiasse maggiore pari a 2,3142188 UA e da un'eccentricità di 0,2146824, inclinata di 4,71143° rispetto all'eclittica.